# Вовкодав з роду Сірих Псів
«Вовкодав з роду Сірих Псів» (рос. Волкодав из рода Серых Псов) — російський фентезійний фільм 2006 р. режисера Миколи Лебедєва, вільна екранізація роману Марії Семенової «Вовкодав». Широкий прокат картини в Росії розпочався 28 грудня. Фільм розповідає про вигаданий світ, схожий на давню Русь, і про мандруючого воїна Вовкодава, який захищає слабких і мстить вбивцям своїх родичів.
«Вовкодав» отримав змішані відгуки кінокритиків і мав успіх в російському прокаті, став одним з найкасовіших російських фільмів свого часу та повністю окупив свій бюджет. У 2007 р. випущений телевізійний приквел до фільму — серіал «Молодий Вовкодав», що розповідає про молодість героя.

## Сюжет
Розбійницька армія під проводом Людожера і Жадоби знищує мирне поселення венского роду Сірих Псів. Двох хлопчаків відправляють рабами на рудники. Один з них зрадить друга і стане жорстоким наглядачем Вовком, інший же отримає ім'я Вовкодав. Завоювавши свободу у поєдинку з Вовком, Вовкодав вирушає назад у пошуках вбивць своїх батьків.
Вовкодав вбиває Людожера і спалює його замок. Рятуючись від пожежі і поплічників ворога, Вовкодав допомагає бігти рабині-наложниці Нііліт і мудрецю на ім'я Тілорн, який збудував замок.
Вовкодав, який узяв на себе тягар у вигляді цих двох попутників, наймається охоронцем обозу, що їде в стольний Галірад. По дорозі на обоз нападає зграя злодіїв, якими командує жрець у масці — Жадоба. Вовкодав б'ється з розбійниками, відрубує їх ватажку руку і забирає його меч, колись викуваний батьком Вовкодава.
У Галіраді Вовкодава схоплюють через меч. Дочка галірадского владики, кнесинка Єлень, звільняє Сірого Пса, бере його своїм охоронцем і навіть повертає йому меч, який Вовкодав віддав у викуп за молодого раба на ім'я Евріх.
Єлень посватана за Вінітара, сина Людожера, і відправляється в довгий шлях до його володінь. Кнес сподівається, що взамін Вінітар допоможе зняти з міста прокляття, через яке хмари вічно приховують сонце. З кнесинкою їдуть Вовкодав як охоронець, войовниця Ертан, брат нареченої Лучезар і ряд інших воїнів. По дорозі відбувається кілька сутичок з людьми Жадоби, а також зустріч зі смішним плем'ям харюков. Кнесинка відкривається Вовкодаву, що відчуває до нього сильні почуття і готова йому віддатися. Але герой тримає слово і не піддається на спокусу.
Кнесинку несподівано викрадають при пособництві Лучезара, поки Вовкодав спав. Його застає розлючений Вінітар, який кидається на Венна з мечем. У цей час Жадоба має намір принести дівчину в жертву своїй богині Моране, щоб відкрити їй портал назад у світ. Йому намагаються перешкодити Вовкодав і Вінітар з його воїнами, які вриваються в цитадель ворога і б'ються з його людьми. Морана в образі величезного смерчу з'являється перед Вовкодавом. Бог Грома дарує герою силу перемогти втілену смерть блискучим мечем, після чого Вінітар відмовляється від нареченої і віддає її Вовкодаву.

## Ролі
- Олександр Бухаров — Вовкодав
- Оксана Акіньшина — кнесинка Єлень Глуздовна
- Євгенія Свиридова — Нііліт
- Андрій Руденський — Тілорн
- Артем Семакін — Евріх
- Наталія Варлей — мати Кендарат
- Ніна Усатова — проводирка харюків
- Сергій Степанченко — радник предводительки
- Резо Есадзе — Ілліад
- Олександр Домогаров — Людожер
- Олександр Дяченко — Канаон
- Геннадій Макоєв — Жадоба
- Тетяна Лютаєва — лікарка
- Анатолій Бєлий — Вінітар
- Юозас Будрайтіс — Дунгорм
- Ліліан Наврозашвілі — Ертан
- Ігор Петренко — Лучезар
- Ілля Соколовський — охоронець
- Єлизавета Арзамасова — дівчинка, яка побачила, як Канаон вбиває Евріха
- Олексій Корольов — батько Вовкодава
- Віра Іванова — Верея

## Виробництво
Права на екранізацію були продані Семеновій у 2000 р. Режисером спершу був призначений Джанік Файзієв. Однак перша спроба екранізації була заморожена.
У 2005-06 рр. проект екранізації «Вовкодава» воскрес режисером і сценаристом Лебедєвим. Він написав чорновий варіант сценарію і обговорив його з письменницею — за словами Семенової, «Ми 11 годин кричали один на одного, але розійшлися друзями». Сценарій Лебедєва містив ряд відступів від оригіналу, причому початковий варіант відступав від книги значно більше.
Натурні зйомки проходили в Словаччині, де пейзажі визнали досить колоритними, щоб представляти казкові землі.
Виконавець головної ролі Олександр Бухаров всі трюки виконував самостійно.
Помітну роль у фільмі зіграли кажани. Замість мальованої анімації творці фільму вдалися до допомоги криланів — тварин, що мешкають у Південно-Східній Азії і легко піддаються дресируванню.
Прем'єра фільму в кінотеатрах повинна була спочатку відбутися 1 січня 2007 р., подібно «Денній Варті», який використав слоган «Перший фільм року», але відбулася раніше — 28 грудня 2006-го.
На підтримку фільму групою «Аліса» був знятий відеокліп на пісню «На порозі неба» — в його декораціях і з використанням сцен з фільму. У сам фільм пісня не увійшла.

## Критика
Рейтинг на IMDb — 5,9/10, Rotten Tomatoes — 61% оцінка аудиторії, КиноПоиск.ru — 4,5/10. 

### Нагороди
- Приз за найкасовіший російський фільм року на кінофестивалі «Вікно в Європу» (2007)
- Приз «Золотий Орел» за найкращу роботу художника-постановника (2008)
- Номінації: за найкращу роботу художника по костюмах — «Ніка» (2007) і «Золотий Орел» (2008)
- Приз MTV Award (2007) за найкращу бойову сцену
- 6 номінацій MTV Awards (2007), включаючи номінацію «Найкращий фільм року»